# Chaplin (Connecticut)
Chaplin – miasto w Stanach Zjednoczonych, w stanie Connecticut, w hrabstwie Windham.